# Mario Bracci
Mario Bracci (Siena, 12 febbraio 1900 – Siena, 15 maggio 1959) è stato un giurista italiano.

## Biografia
Docente di Diritto pubblico nell'Università di Siena, di cui è stato rettore dal 1944 al 1955, il primo dopo la Liberazione, è stato una delle figure più eminenti della cultura laica e socialista nell'Italia del secondo dopoguerra. Membro della Consulta nazionale, fu Ministro del commercio con l'estero del governo De Gasperi I, dal 20 febbraio al 1º luglio 1946.

Fu giudice della Corte costituzionale dal 1955 fino alla morte, avvenuta nel 1959 all'età di 59 anni. 